# Wilson Rodrigues Fonseca
Wilson Rodrigues Fonseca (Araras, 21 maart 1985) is een Braziliaans voormalig voetballer die als aanvaller speelde.

## Carrière
Wilson begon zijn carrière in 2003 bij SC Corinthians Paulista. Hij tekende in 2008 bij Genoa CFC. Hij tekende in de zomer van 2008 bij Sport Club do Recife. Wilson speelde tussen 2012 en 2016 voor Vegalta Sendai. Hij speelde 128 wedstrijden in de J1 League waarin hij 40 doelpunten maakte. In 2012 eindigde de club tweede in de J1 League. Hij tekende in 2017 bij Ventforet Kofu. In 2018 keerde hij terug naar Brazilië waar hij voor CA Linense ging spelen. Hierna kwam hij uit voor Fortaleza EC. Met deze club werd hij in 2018 kampioen van de Campeonato Brasileiro Série B.